# Medicago intertexta
Medicago intertexta — вид квіткових рослин родини бобові (Fabaceae). лат. intertexta — «що переплітаються».

## Опис
Однорічна трава, розгалужена від основи. Досягає розміру 30–70 см. Листові фрагменти 12–28 × 6–20 мм. Суцвіття 15–25 мм, з 2–4 квітками. Пелюстки жовті. Плоди: стручок 9–14 мм в діаметрі, сферичний або еліпсоїдальний. Ниркоподібне, гладке насіння, 3 × 4 мм, темно-коричневе. Цвітіння і плодоношення з червня по липень.

## Поширення, екологія
Країни поширення: Північна Африка: Алжир; пд. Марокко; Туніс. Європа: Греція; Італія [вкл. Сардинія, Сицилія]; Португалія; Іспанія [пд. і Канарські острови]. Натуралізація: Іран; Ірак; Австралія; Франція [пд. і Корсика]; пд. Уругвай. Населяє набережні, узбіччя, луки, оброблені поля; 0–500 м.